# Доля резидента
«Доля резидента» (рос. «Судьба резидента») — радянський двосерійний художній фільм, поставлений на Кіностудії ім. М. Горького в 1970 році режисером Веніаміном Дорманом. Другий фільм тетралогії про професійного розвідника Михайла Тульєва. Перша частина фільму називається «З відкритими картами», друга — «Західний шлейф».

## Сюжет
Після арешту Тульєва радянські контррозвідники починають радіогру з противником. У західний розвідцентр знову йдуть шифровки за підписом «Надія». Офіцер служби контррозвідки КДБ СРСР Синіцин, який відчуває до Тульєва щиру симпатію, намагається схилити його на свій бік: возить по країні, влаштовує зустріч з Марією і сином, якого Тульєв бачить вперше. Тульєв дізнається, що його батько, граф А. І. Тульєв, не помер у своєму ліжку, а загинув за нез'ясованих обставин, ймовірно, убитий.
Молодий радянський учений Борков на міжнародній науковій конференції, захопившись, розповідає про свою роботу трохи більше, ніж слід було, і негайно потрапляє в поле зору закордонних спецслужб (Синіцин з'ясував це, поки перебував у розвідцентрі на Заході, див. «Помилка резидента»). Керівники Тульєва проводять проти Боркова вербувальну операцію — шантажують його аморальною поведінкою за кордоном і схиляють до шпигунства. Борков, після деяких коливань, повідомляє про те, що сталося в КДБ. Служба генерала Сергєєва отримує можливість викрити агентурну мережу в Москві, очолювану дипломатичним співробітником Клотцем.
Західні господарі Тульєва підозрюють, що «Надія» провалився, і влаштовують серію перевірок. Завдяки проникливості генерала Сергєєва їх вдається успішно пройти, хоча для цього доводиться замаскувати мирне будівництво під військовий об'єкт стратегічного значення.
Тульєв поступово переглядає свої погляди і приймає свідоме рішення працювати на користь СРСР. Тульєва відкликають, на зміну йому з-за кордону надсилають відомого по першому фільму Леоніда Круга. Тульєв відправляється на Захід уже як радянський резидент, а Круг, ледь зійшовши в Одесі з теплохода, потрапляє під опіку Синіцина-Бекаса.

## У ролях
- Георгій Жжонов —  резидент західної розвідки, псевдонім «Надія», Михайло Олександрович Тульєв
- Михайло Ножкин —  офіцер КДБ, за легендою злодій-рецидивіст по кличці Бекас, Павло Синіцин
- Андрій Вертоградов —  Молодий фізик, Володимир Борков
- Юхим Копелян —  генерал КДБ, Андрій Михайлович Сергєєв
- Ростислав Плятт —  валютник і агент західної розвідки, Микола Миколайович Казін
- Микола Прокопович —  полковник КДБ, Володимир Гаврилович Марков
- Ернст Зорін —  Алік Ступін
- Жанна Болотова —  подруга Аліка Ступіна, Юлія
- Еве Ківі —  подруга Володимира Боркова, приятелька Юлі, Римма
- Елеонора Шашкова —  дружина Михайла Олександровича Тульєва, Марія Миколаївна
- Едіта П'єха —  агент західної розвідки, Жозефіна Клер
- Гліб Плаксін —  шеф іноземного розвідцентру
- Ервін Кнаусмюллер —  безпосередній начальник Тульєва, Себастьян
- Олев Ескола —  розвідник під дипломатичним прикриттям, Фрідріх Клотц
- Георгій Шаповалов —  військовий злочинець, банщик Василь (Кондрат) Акулов
- Бронюс Бабкаускас —  директор-розпорядник наукового симпозіуму, Філіп Кутюр'є
- Микола Рижов —  професор Васнецов
- Вадим Захарченко —  Леонід Круг
- Петер Боргельт —  комісар поліції
- Еріх Гербердінг —  Макклоу
- Вальтер Кауфман —  Вендель
- Вільгельм Кох-Хоге —  Клаус

## Знімальна група
- Автори сценарію —  Олег Шмельов,  Володимир Востоков
- Постановка —  Веніамін Дорман
- Оператор-постановник —  Михайло Гойхберг
- Художник-постановник —  Людмила Безсмертнова
- Композитор —  Мікаел Тарівердієв